# 코다마 켄지
코다마 켄지(일본어: こだま 兼嗣 고마다 겐지[*], 1949년 12월 13일~)는 일본의 애니메이션 감독이자 스토리보드 아티스트이다. 그는 시티헌터 시리즈와 루팡 3세 파트 3 뿐만 아니라 오랫동안 방영된 애니메이션 명탐정 코난의 주요 감독 중 한 명으로 가장 잘 알려져 있다.